# دوسبري (دائرة انتخابية في المملكة المتحدة)
دوسبري (بالإنجليزية: Dewsbury)‏ هي إحدى الدوائر الانتخابية في المملكة المتحدة الممثلة في مجلس العموم في برلمان المملكة المتحدة.
عضو البرلمان الذي يمثلها حالياً هو :Mr Shahid Malik (Lab).